# Jamaal Bowman
Jamaal Anthony Bowman (ur. 1 kwietnia 1976 w Nowym Jorku) – amerykański polityk, członek Partii Demokratycznej.

## Działalność polityczna
W okresie od 3 stycznia 2021 do 3 stycznia 2025 przez dwie kadencje był przedstawicielem 16. okręgu wyborczego w stanie Nowy Jork w Izbie Reprezentantów Stanów Zjednoczonych.